# Philipp Kamps
Philipp Kamps (* 26. Juni 1966 in Hamburg) ist ein deutscher Architekt und Hochschullehrer.

## Leben und Karriere
Philipp Kamps ist 1966 in Hamburg geboren. Sein Großvater Gerhard Kamps und Vater Gerhard N. Kamps waren ebenfalls als Architekten in Hamburg tätig. Nach dem Abitur 1985 leistete er Zivildienst als Pfleger im Kinderkrankenhaus Walddörfer, Hamburg. Anschließend absolvierte er von 1987 bis 1989 eine Maurerlehre. 1989 begann er das Architekturstudium an der Technischen Universität Braunschweig, welches er 1995 abschloss. Er lebt und arbeitet in Hamburg.
Philipp Kamps war von 1995 bis 2000 im Architekturbüro von Gerkan, Marg und Partner als Architekt tätig. Im Jahr 2000 gründete er gemeinsam mit Giorgio Gullotta und Hakki Akyol ein eigenes Architekturbüro. Das Büro firmiert heute unter akyol kamps architekten BDA. 
Von 2002 bis 2007 nahm er einen Lehrauftrag an der Fachhochschule Buxtehude für Grundlagen des Entwerfens war. 2006 wurde er in den Bund Deutscher Architekten (Ortsgruppe Hamburg) berufen. Seit 2008 ist er als Dozent an der Academy for Architectural Culture in Hamburg tätig. Philipp Kamps nahm 2010 einen Lehrauftrag für Architekturzeichnen der Fachhochschule Hannover war. Seit 2011 lehrt Philipp Kamps als Professor an der Hochschule 21 in Buxtehude Gestaltungslehre und Entwurf.

## Haltung
Philipp Kamps ist einer pragmatischen Architekturhaltung verpflichtet, welche sich an Kriterien wie Vernunft, Kontext, Identität und Nachhaltigkeit orientiert.

## Projekte (Auswahl)
- Raum der Stille, Universitätsklinik Eppendorf, Hamburg
- Aztekenkontor, Hamburg
- Neue Mitte Altona Baufeld LA.01, Hamburg
- Spielbudenplatz[2] 21–22, Hamburg
- OTTO GOeast, Gebäude 4, Hamburg